# Торіяма Секіен
Торіяма Секіен (1712 — 22 вересня 1788) — японський художник, графік періоду Едо.

## Життєпис
Походив зі знатної роду Сано. Народився в 1712 в Едо, отримавши ім'я Тойофуса. З дитинства захопився малюванням. Навчався ухудожників Кано Ґйокуена і Кано Тіканобу. В подальшому активно вивчав японський фольклом, в якому став отримувати творче натхнення. Статки родини дозвяли зосередитися на створені гравюр. Усе життя мешкав в Едо, де помер 22 вересня 1788. Його учнями були Кітаґава Утамаро і Утаґава Тойохару

## Творчість
На початку свого творчого шляху, він підписувався псевдонімом Торіяма Тойоакі. За манерою живописної творчості належав до школи Кано. Займався створенням художних гравюр і ілюструванням книг. Він був одним з перших, хто застосував тезніки школи Кано до створення гравюр укійо-е, винайшовши нові способи, зокрема фукі-бокасі (дозволяло застосовувати декілько кольорів, а також численні їх відтінки). 1774 року в цій техніцівипустив першу серію гравюр «Секіе ґафу» («Збірка зображень Секіена»), де представлено портрети і пейзажі.
Найзначнішим досягненням Торіяма була його спроба зібрати, каталогізувати і зобразити в декількох серіях друкованих гравюр усіх японських потойбічних істот йокай, які беруть участь в Хяккі-яґйо — щорічному нічному таємному ході нечистої сили. Видання отримало величезний успіх у публіки, Торіяма Секіен вирішив продовжити роботу, тепер вже з вченим доктором Марко. Малюнки Торіяма доповнювалися текстами Марко з докладним описом кожної з істот. Загалом було представлено 207 йокей. Це чорно-білі зображення з чіткими контурами істот, художник вивів йокайза межі обмеженого до того середовича й сюжетів, зробивши їх більш узагальненими і універсальними. Його зображення істот з фольклору фактично встановило їх візуальне зображення у свідомості громадськості і надихнули інших японських художників (Цукіока Йосітосі, Каванабе Кійосай, Сіґеру Мудзукі) на роботу в цьому напрямку.
Найзначущими є серії «Ілюстрований нічний парад 100 демонів» («Ґадзу хяккі-яґйо», 1776 рік), «Ілюстровані 100 демонів минулого і сьогодення» («Кондзаку Ґадзу дзоку хяккі» 1779 рік), «Доповнення до 100 демонів минулого і сьогодення» («Кондзаку хяккі суї», 1780 рік), «Ілюстрована збірка 100 випадково вибраних демонів» («Хяккі Цуредзуре букуро», 1784 рік).